# Dominique Pierre Cambriels
Pour les articles homonymes, voir Cambriels.
Dominique Pierre Cambriels, né le 17 janvier 1767 à Lagrasse (Aude), mort le 8 avril 1845 à Lagrasse (Aude), est un général français de la Révolution et de l’Empire.

## États de service
Il entre en service le 10 novembre 1791, comme soldat au 2e bataillon de volontaires de l’Aude, et il devient sergent-major le 1er avril 1792. Il fait la campagne de 1792, à l’armée des Alpes, et celle de 1793, à l’armée des Pyrénées orientales.
Le 18 mars 1793, il reçoit son brevet de capitaine, et le 27 mars suivant, celui de chef de bataillon, au 6e bataillon de volontaires de l’Aude. Après la paix avec l’Espagne, il est affecté à l’armée d’Italie, et le 19 mars 1797, à la tête du 1er bataillon et de deux compagnies de grenadiers de la 4e demi-brigade d’infanterie de ligne, il enlève  de vive force la redoute et le fort de la Chiusa. En octobre 1797, il commande la place de Vérone, et il est chargé par le général Brune, de mettre le fort Saint-Pierre en état de défense.
En 1798, il rejoint l’armée d'Angleterre à Cherbourg, et en 1799, il fait la campagne de Hollande, puis celle du Rhin l’année suivante. Passer à la 50e demi-brigade d’infanterie de ligne, il participe à la Bataille de Hohenlinden le 3 décembre 1800.
En 1802, il est affecté à l’état-major du général Richepanse, commandant l'armée expéditionnaire de la Guadeloupe, et à l'issue du débarquement à Basse-Terre, il prend le commandement du 2e bataillon de la 66e demi-brigade d'infanterie de ligne. Commandant supérieur de la Grande-Terre, il est nommé colonel provisoire le 23 septembre 1804, et commandant du 66e régiment d'infanterie de ligne. Il est fait chevalier de la Légion d’honneur le 9 novembre 1806. Il tentera de s'illustrer durant une expédition malheureuse pour reprendre l'île de Marie Galante aux Anglais durant l'année 1808. Le 15 juin 1809, il embarque sur la frégate « la Furieuse » en direction de la France. Le 21 juillet suivant, il est fait prisonnier après que la frégate tombe aux mains des anglais, et il est conduit en Angleterre.
Libéré sur parole, il est confirmé dans son grade de colonel le 14 août 1806, et le 22 août 1812, il prend le commandement du 31e régiment d’infanterie légère. Affecté à l’armée d’Espagne, il se trouve le 7 octobre 1813, à la Bataille de la Bidassoa, où il est blessé d’un coup de feu à la jambe droite, et le 7 février 1814, à la bataille d’Orthez.
Lors de la première restauration, il est élevé au grade d’officier de la Légion d’honneur le 24 août 1814 par le roi Louis XVIII, et il est mis à la tête du 3e régiment d’infanterie légère. Il est mis en non activité avec le grade de général de brigade honoraire le 27 janvier 1815.
Pendant les Cent-Jours, il est confirmé dans son grade de général de brigade le 27 juin 1815, et il est mis à la tête d’une brigade chargée de la défense de La Villette, sous les ordres du général Ambert, puis il commande la 1re brigade de la division du général Travot jusqu’au licenciement de l’armée. Il est mis en non activité le 16 septembre 1815, et il est fait chevalier de Saint-Louis le 18 août 1819. Le 1er avril 1820, il est compris dans les maréchaux de camp disponibles, et il est admis à la retraite le 1er janvier 1825. Placé dans la section de réserve le 22 mars 1831, il est réadmis à la retraite le 1er janvier 1832.
Il meurt le 8 avril 1845, à Lagrasse.

## Sources
- (en) « Generals Who Served in the French Army during the Period 1789 - 1814: Eberle to Exelmans »
- Pierre-Dominique Cambriels  sur roglo.eu
- « Cote LH/413/60 », base Léonore, ministère français de la Culture
- Pierre Jullien de Courcelles, Dictionnaire historique et biographique des généraux français : depuis le onzième siècle jusqu'en 1822, Tome 3, l’Auteur, 1821, 474 p. (lire en ligne), p. 468.